# Aktionsware
Als Aktionsware wird im Handel diejenige Ware bezeichnet, die im Vergleich zum übrigen Sortiment nur über einen kurzen Zeitraum (häufig nur wenige Tage, eine Woche oder so lange, bis die Aktionsware abverkauft ist) zum Verkauf angeboten wird, oft mit Hinweisen wie „wenn weg dann weg“. 
Oft werden sog. Schnelldreher oder Saisonwaren (z. B. Luftmatratzen oder andere Strandartikel) als Aktionsware verkauft. 
Der Begriff Aktionsware ist nicht zwangsläufig gleichzusetzen mit Sonderangebot, also preislich günstigere Ware.